# سوماليا (لاعب كرة قدم)
واندرسون دي باولا سابينو (بالبرتغالية: Wanderson de Paula Sabino) (تلفظ برتغالي: /sɔˈmaʎɐ/)، من مواليد 22 يونيو 1977 في نوفا فينيسيا، يُلقّب ب سوماليا، هو مهاجم برازيلي. يلعب حاليا لنادي أمريكا البرازيلي.

## إنجازاته

### مع الأندية
فاينورد :
- الدوري الهولندي الممتاز: 1998–99
- كأس السوبر الهولندي: 1999 1999

نادي أمريكا :
- بطولة كاريوكا دوري الدرجة الثانية: 2015

### جوائز فردية
- البطولة العربية للأندية هداف البطولة: 2003 (4 أهداف)
- بطولة باوليستا هداف البطولة: 2007 (13 هدف)

## روابط خارجية
- سوماليا على موقع دوري كوريا الجنوبية (الإنجليزية)
- سوماليا على موقع قاعدة بيانات كرة القدم.إي يو (الإنجليزية)
- سوماليا على موقع Soccerway.com (الإنجليزية)

- (بالبرتغالية) CBF Profile[وصلة مكسورة]
- (بالإنجليزية) Sambafoot Profile
- (بالإنجليزية) Guardian Stats Centre
- (بالبرتغالية) zerozero.pt
- (بالبرتغالية) globoesporte
- (بالهولندية) Dutch career stats – Voetbal International